# شون جونسون (لاعب بولينغ)
شون جونسون (بالإنجليزية: Sean Johnson) هو لاعب بولينغ نيوزيلندي، ولد في 1972 في Dannevirke ‏ في نيوزيلندا.